# 무성 구개수 전동음
무성 구개수 전동음(無聲口蓋垂顫動音) 또는 안울림 목젖 떨림소리는 자음의 종류 중 하나다. 국제 음성 기호에서는 이 소리를 ʀ̥로 나타낸다.